# 1970年波兰抗议事件
1970年波兰抗议事件，又称为波兰十二月（波蘭語：Grudzień 1970），在波兰人民共和国发生于1970年12月14日至19日，起因于食品和其他生活必需品价格突然上涨。抗议活动最终被波兰人民军和国民警察镇压，造成44人死亡，1000多人受伤。

## 紀念碑

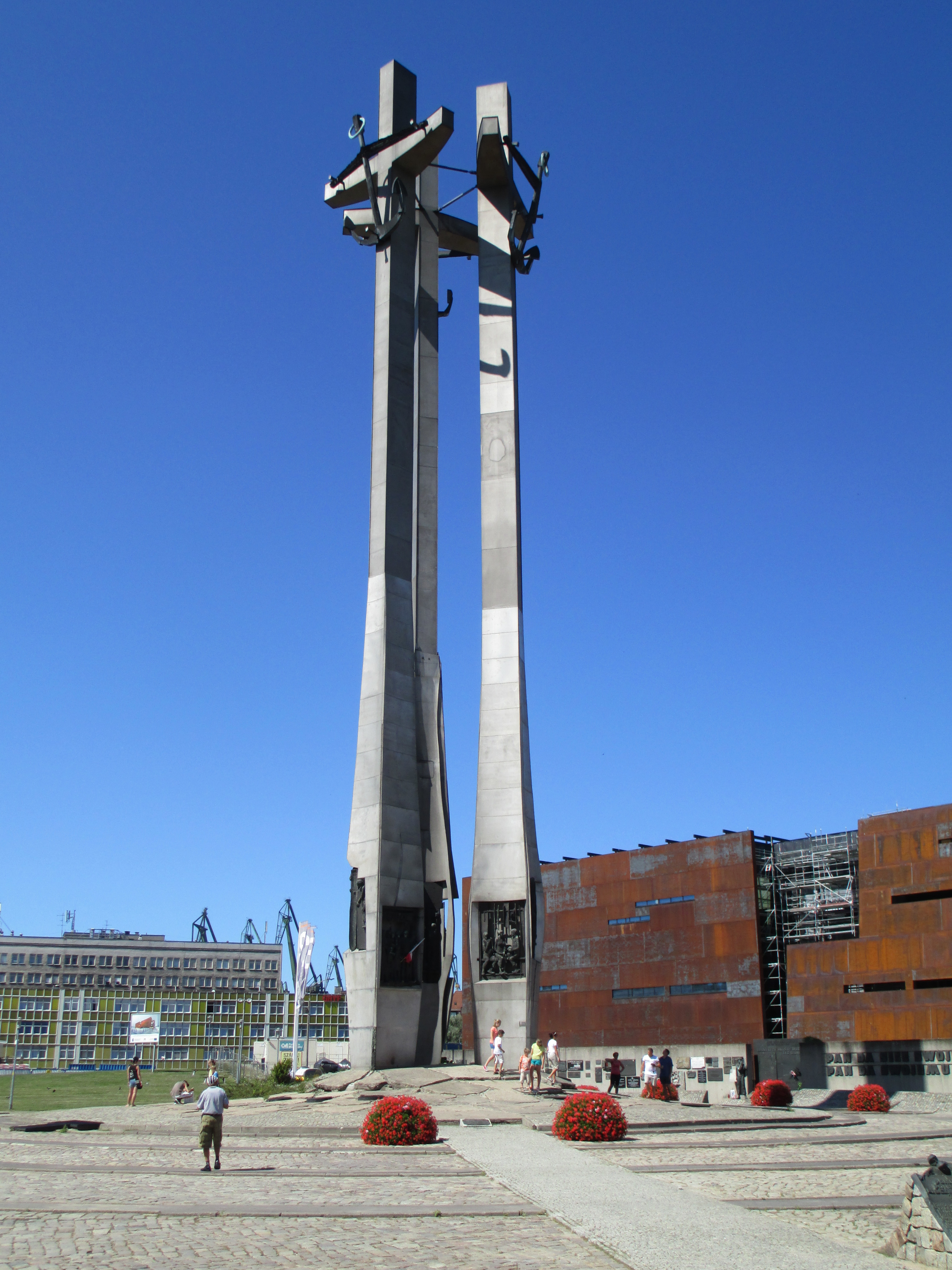
格但斯克的1970年死難造船廠工人紀念碑
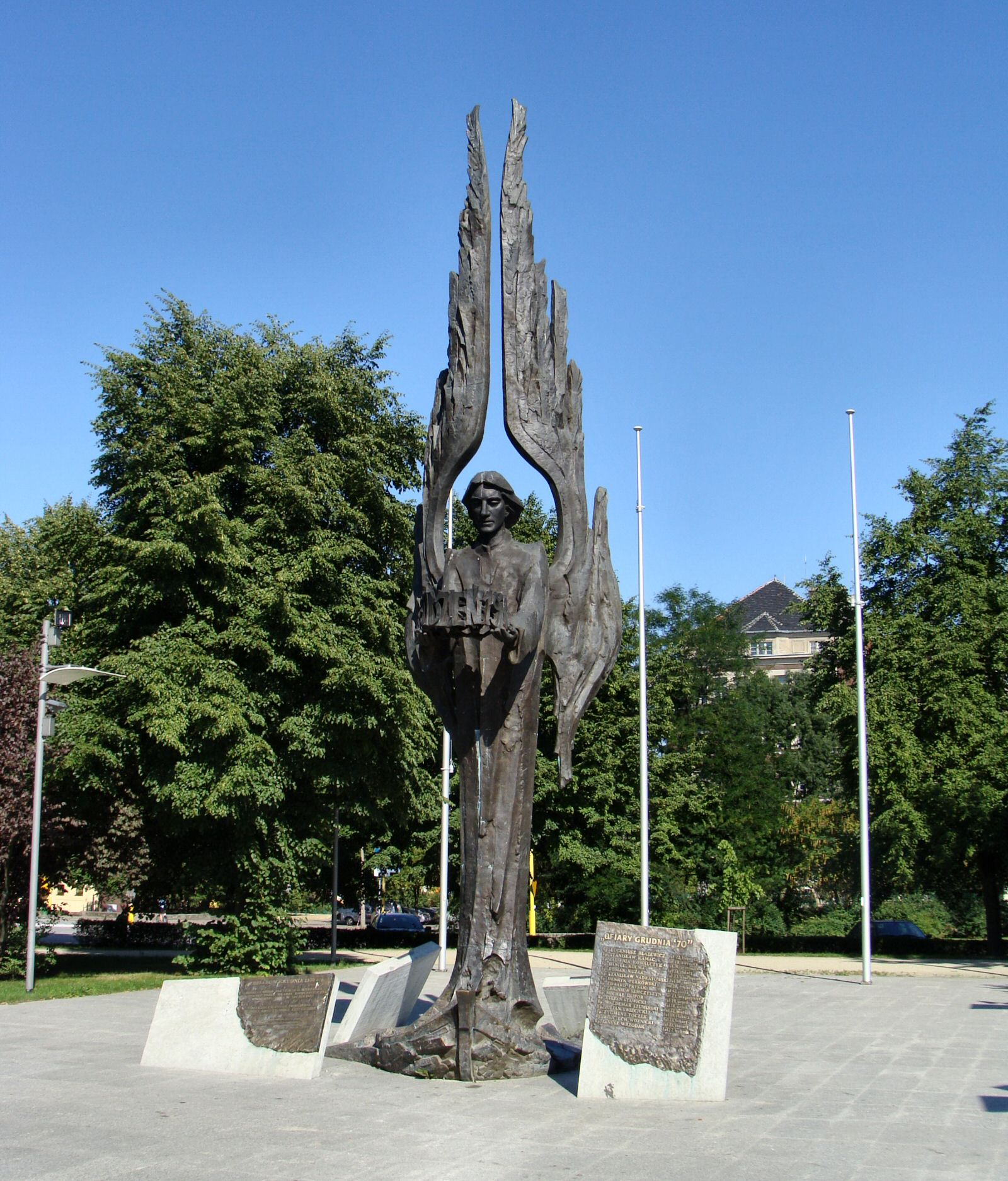
什切青1970十二月紀念碑（波兰语：Pomnik Ofiar Grudnia 1970 w Szczecinie）
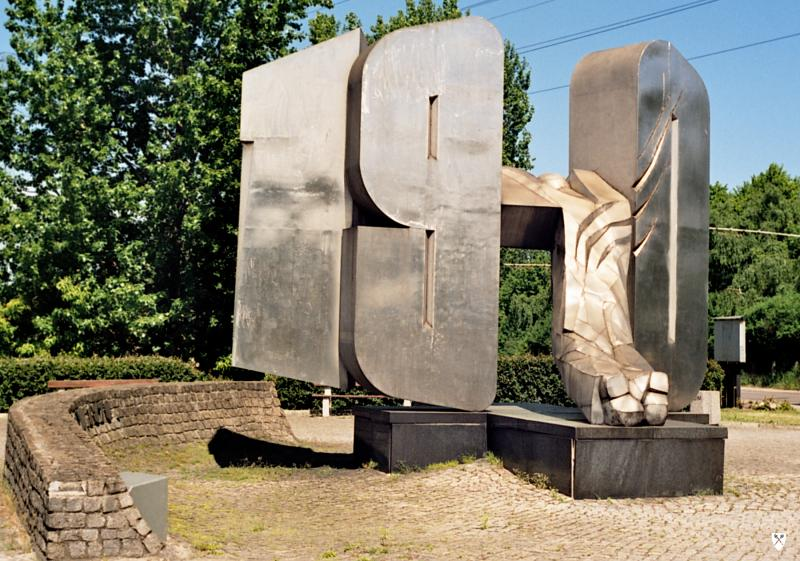
格丁尼亞Janka Wiśniewskiego街的紀念碑
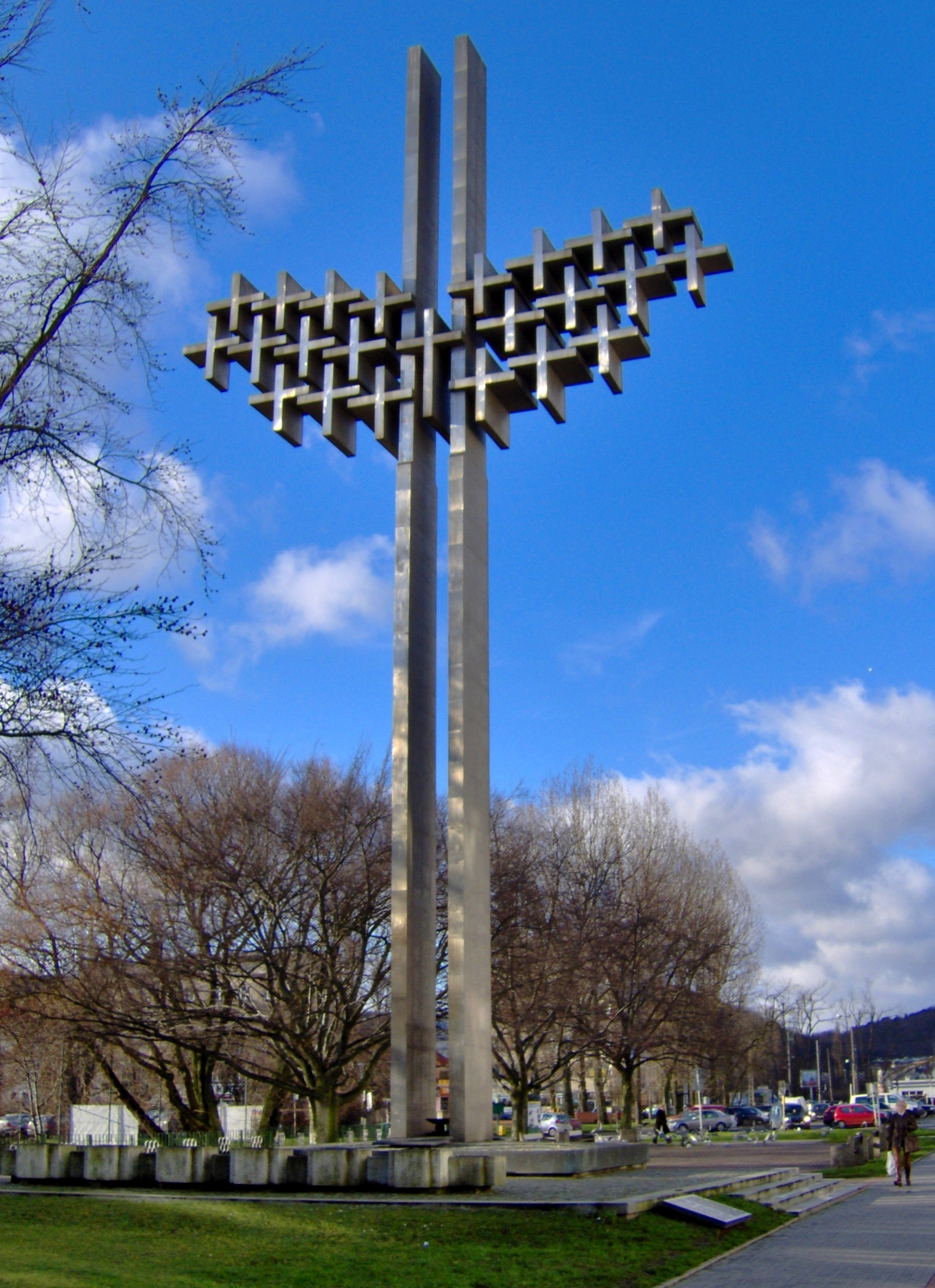
格丁尼亞Piłsudskiego大道的紀念碑
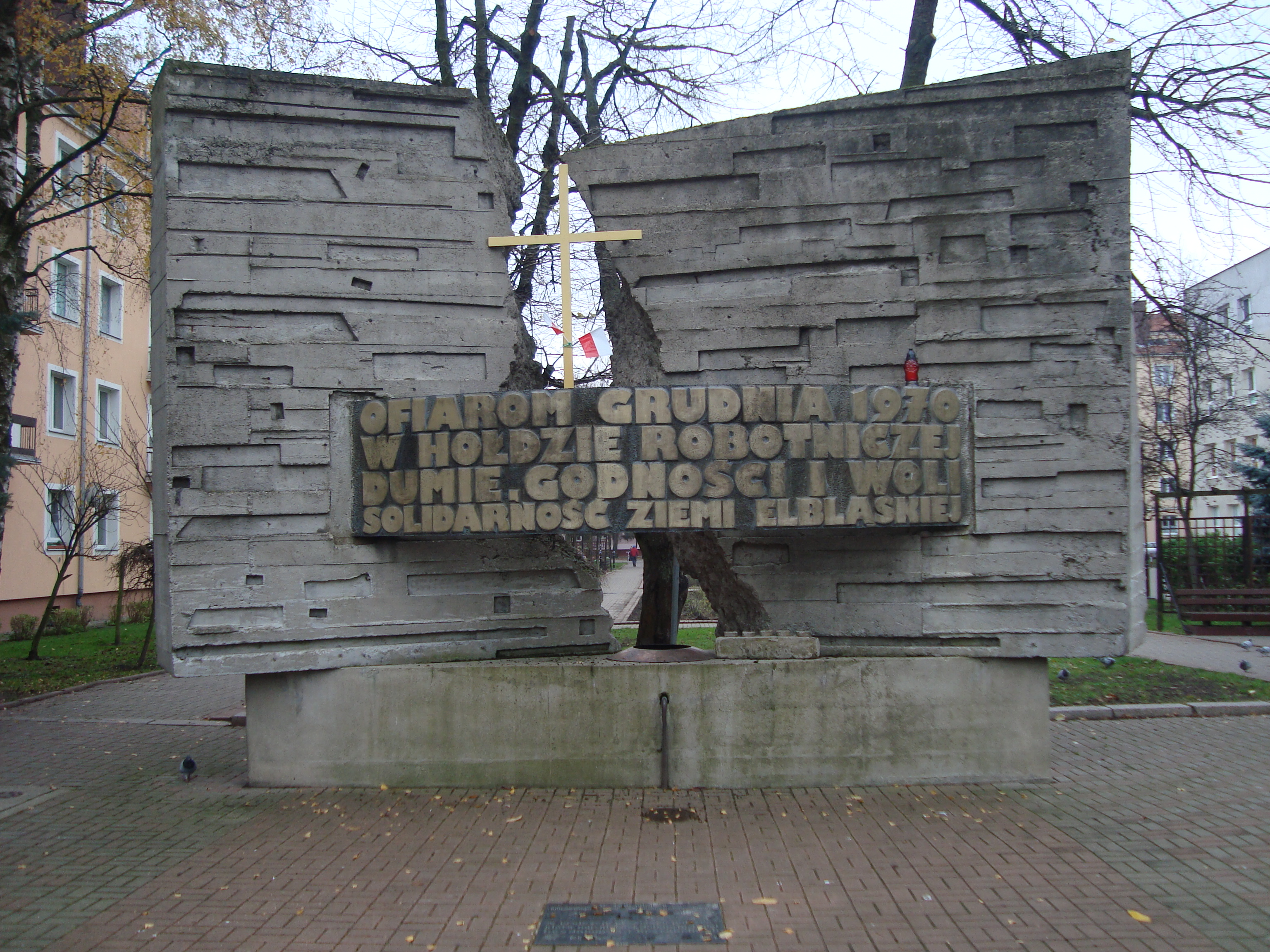
埃爾布隆格團結工聯廣場的紀念碑

## 流行文化
- 安德烈·華依達的1977年電影《大理石人》及1981年電影《波蘭鐵人》提及十二月事件。